# William Frederick Jolitz
William Frederick (Bill) Jolitz (nacido en 1957), conocido como Bill Jolitz, casado con Lynne Jolitz. juntos desarrollaron el 386BSD en 1989.

## Formación
Jolitz se obtuvo en UC Berkeley en 1997 su BA en Computer Science.

## Biografía
Junto con su esposa desarrollaron el 386BSD en 1989, un completo sistema operativo tipo UNIX para una plataforma Intel 80386/486.
Basado casi completamente en NET/2 release de la Universidad de California, que contiene el primer código de libre distribución.